# 謝長廷內閣
謝長廷內閣成立於2005年2月1日。時任行政院院長游錫堃轉任中華民國總統府秘書長，由時任高雄市市長謝長廷陞任行政院院長。

## 概述
謝長廷在任時的國會，以在野中國國民黨為首的泛藍陣營奪得國會的穩定過半，所以謝長廷內閣的定位為「協商內閣」，組閣時以行政院副院長職位虛位以待，以邀請中國國民黨副主席江丙坤出任，但國民黨最後不同意江丙坤出任副院長。
謝長廷內閣並沒有對游錫堃內閣作出大規模改組，所以外交部長陳唐山、教育部長杜正勝等仍繼續留任。在林佳龍參選台中市長而辭職後，謝長廷以子弟兵姚文智出任新聞局長。姚文智在新聞局長任內，在處理媒體機構上有一定爭議。
受高雄捷運外勞弊案的影響，民進黨在2005年12月的縣市長選舉中慘敗，謝內閣於翌年1月以總預算案覆議未獲國會支持為由請辭。

## 內閣成員（成立時）
| | |
| - 行政院院長：謝長廷（民進） - 行政院副院長：吳榮義 - 行政院祕書長：李應元（民進） - 內政部部長：蘇嘉全（民進） - 外交部部長：陳唐山（民進） - 國防部部長：李傑（國民） - 財政部部長：林全 - 教育部部長：杜正勝 - 法務部部長：施茂林 - 經濟部部長：何美玥 - 交通部部長：林陵三 - 蒙藏委員會委員長：許志雄 - 僑務委員會委員長：張富美（民進） - 行政院衛生署署長：侯勝茂 - 行政院環境保護署署長：張祖恩 - 行政院海岸巡防署署長：許惠祐 - 行政院經濟建設委員會主任委員：胡勝正（民進） - 行政院大陸委員會主任委員：吳釗燮（民進） - 行政院國軍退除役官兵輔導委員會主任委員：高華柱（國民） - 行政院青年輔導委員會主任委員：鄭麗君（民進） - 行政院原子能委員會主任委員：歐陽敏盛（民進） | - 行政院國家科學委員會主任委員：吳茂昆 - 行政院研究發展考核委員會主任委員：葉俊榮（民進） - 行政院農業委員會主任委員：李金龍（民進） - 行政院文化建設委員會主任委員：陳其南（民進） - 行政院勞工委員會主任委員：陳菊（民進） - 行政院公平交易委員會主任委員： - 行政院公共工程委員會主任委員：郭瑤琪（民進） - 行政院體育委員會主任委員：陳全壽 - 行政院客家委員會主任委員：羅文嘉（民進） - 行政院原住民族委員會主任委員：陳建年（國民） - 行政院消費者保護委員會主任委員：吳榮義(兼) - 中央選舉委員會主任委員：張政雄 - 行政院金融監督管理委員會主任委員：龔照勝 - 行政院飛航安全委員會主任委員：戎凱 - 北美事務協調委員會主任委員：林芳玫（民進） - 行政院新聞局局長：林佳龍（民進） - 行政院主計處主計長：許璋瑤 - 行政院人事行政局局長：張俊彥 - 中央銀行總裁：彭淮南（國民） - 國立故宮博物院院長：石守謙 - 臺灣省政府主席：林光華（民進） - 福建省政府主席：顏忠誠 - 政務委員：林盛豐、陳其邁（民進）、卓榮泰（民進）、林逢慶（民進）、傅立葉（民進） |

## 備註
1. ↑  陳水扁總統主持主持新任行政院院長、各部會首長暨總統府秘書長宣誓儀式致詞 http://www.president.gov.tw/php-bin/prez/showspeak.php4?issueDate=&issueYY=94&issueMM=&issueDD=&title=&content=&_section=4&_pieceLen=100&_orderBy=issueDate%2Crid&_desc=1&_recNo=360%5B%5D
2. ↑  姚文智在任時，東森新聞S台被新聞局勒令關台。由於TVBS旗下的《2100全民開講》節目揭露高雄捷運泰勞弊案，姚文智認定TVBS資金為「外資」，但事實上證實TVBS並非中資。
3. ↑  謝長廷請辭宣言　堅持理念，分擔責任　http://info.gio.gov.tw//ct.asp?xItem=27972&ctNode=919&mp=1%5B%5D